# Projekt Warszawa 2021-2022
Questa voce raccoglie le informazioni riguardanti il Projekt Warszawa nelle competizioni ufficiali della stagione 2021-2022.

## Organigramma societario
Area direttiva
- Presidente: Grzegorz Pawlak
- Vicepresidente: Piotr Gacek, Natalia Majer
- Direttore sportivo: Piotr Gacek
- Team manager: Jakub Korpak

Area tecnica
- Allenatore: Andrea Anastasi
- Allenatore in seconda: Karol Rędzioch
- Assistente allenatore: Piotr Graban
- Scout man: Bartosz Kaczmarek

Area comunicazione
- Media: Piotr Iwańczyk

Area sanitaria
- Preparatore atletico: Wojciech Sibiga
- Fisioterapista: Robert Kozłowski

## Rosa
| N° | Nome               | Ruolo | Data di nascita   | Nazionalità sportiva |
| -- | ------------------ | ----- | ----------------- | -------------------- |
| 1  | Jakub Kowalczyk    | C     | 26 giugno 1986    | Polonia              |
| 2  | Bartosz Kwolek     | S     | 17 luglio 1997    | Polonia              |
| 7  | Ángel Trinidad     | P     | 27 marzo 1993     | Spagna               |
| 8  | Andrzej Wrona      | C     | 27 dicembre 1988  | Polonia              |
| 9  | Jay Blankenau      | P     | 27 settembre 1989 | Canada               |
| 10 | Janusz Gałązka     | C     | 26 aprile 1987    | Polonia              |
| 11 | Piotr Nowakowski   | C     | 18 dicembre 1987  | Polonia              |
| 12 | Dušan Petković     | O     | 27 gennaio 1992   | Serbia               |
| 13 | Igor Grobelny      | S     | 8 giugno 1993     | Belgio               |
| 14 | Michał Superlak    | O     | 16 novembre 1993  | Polonia              |
| 17 | Mateusz Janikowski | S     | 10 settembre 1999 | Polonia              |
| 18 | Damian Wojtaszek   | L     | 7 settembre 1988  | Polonia              |
| 19 | Dominik Jaglarski  | L     | 20 giugno 1997    | Polonia              |
| 23 | Jan Fornal         | S     | 14 gennaio 1995   | Polonia              |